# Steinseltz
Steinseltz (en alsacià Stanselz) és un municipi francès, situat a la regió del Gran Est, al departament del Baix Rin. L'any 2006 tenia 634 habitants.
Forma part del cantó de Wissembourg, del districte de Haguenau-Wissembourg i de la Comunitat de comunes del Pays de Wissembourg.

## Demografia
| 1962 | 1968 | 1975 | 1982 | 1990 | 1999 |
| ---- | ---- | ---- | ---- | ---- | ---- |
| 456  | 471  | 491  | 556  | 580  | 615  |

## Administració
| Període | Identitat   | Partit |
| ------- | ----------- | ------ |
| 2001-   | André Hauck |        |